# Toll HSV Dealer Team
Toll HSV Dealer Team — команда в автоспорте, участвует в австралийской серии туринговых автогонок «V8 Supercars».
Возникла как младшая команда Holden Racing Team и называлась Holden Young Lions в 1998, выставив затем второй автомобиль в 2001 для Грега Мёрфи и его спонсора K-Mart. Пилот HSV Рик Келли одержал противоречивую победу в чемпионате в ходе Caterpillar Grand Finale, после того как команда победила в командном зачёте во время этапа в Бахрейне. И Гарт Тандер и Рик Келли, как ожидается, должны быть сильны в 2007, с победой Тандера в чемпионате (по опросам гонщиков).
Чемпионы: 1 (2006), Победы в Bathurst: 2